# 斯特罗斯马耶广场

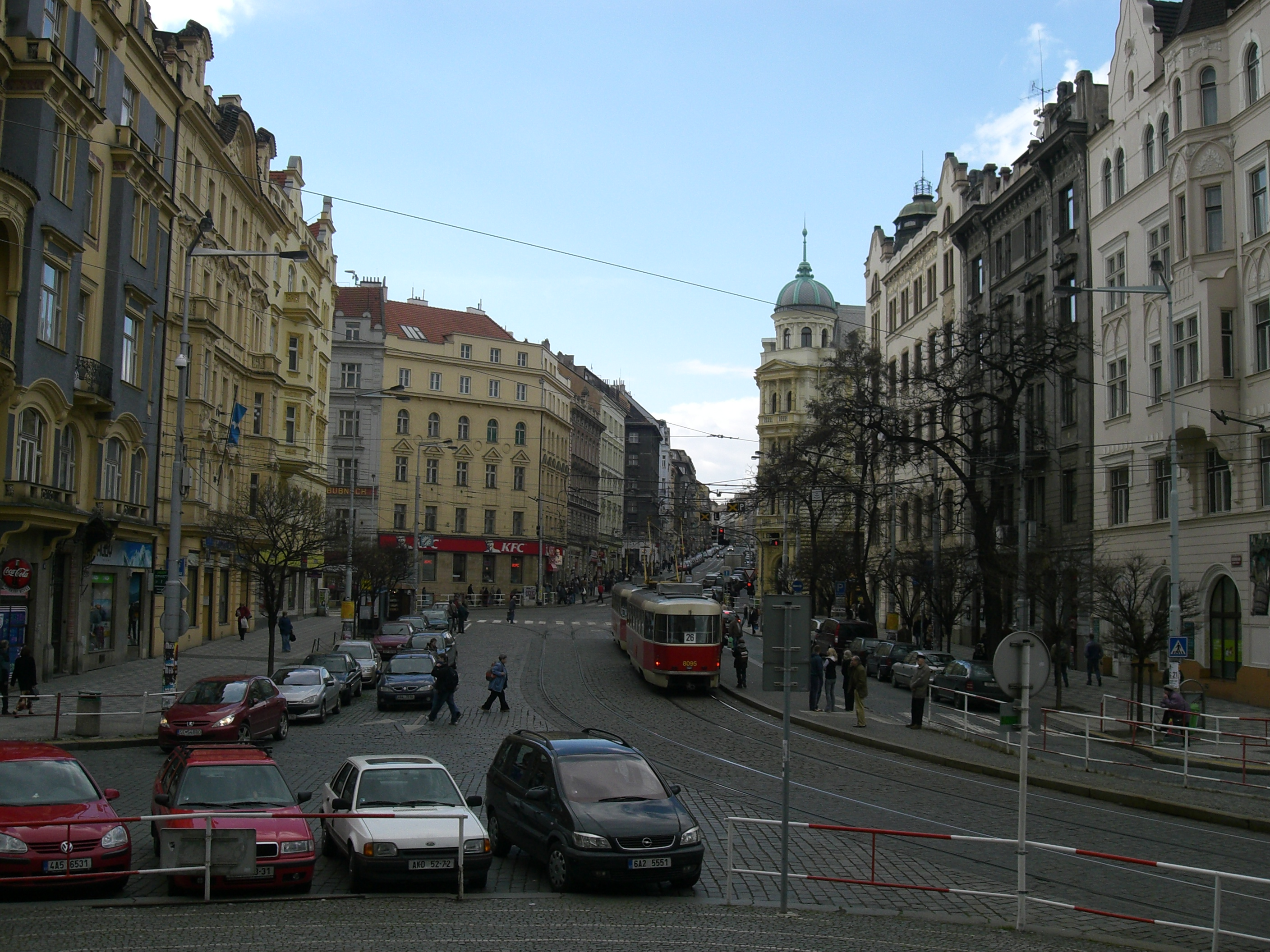
从教堂展望广场

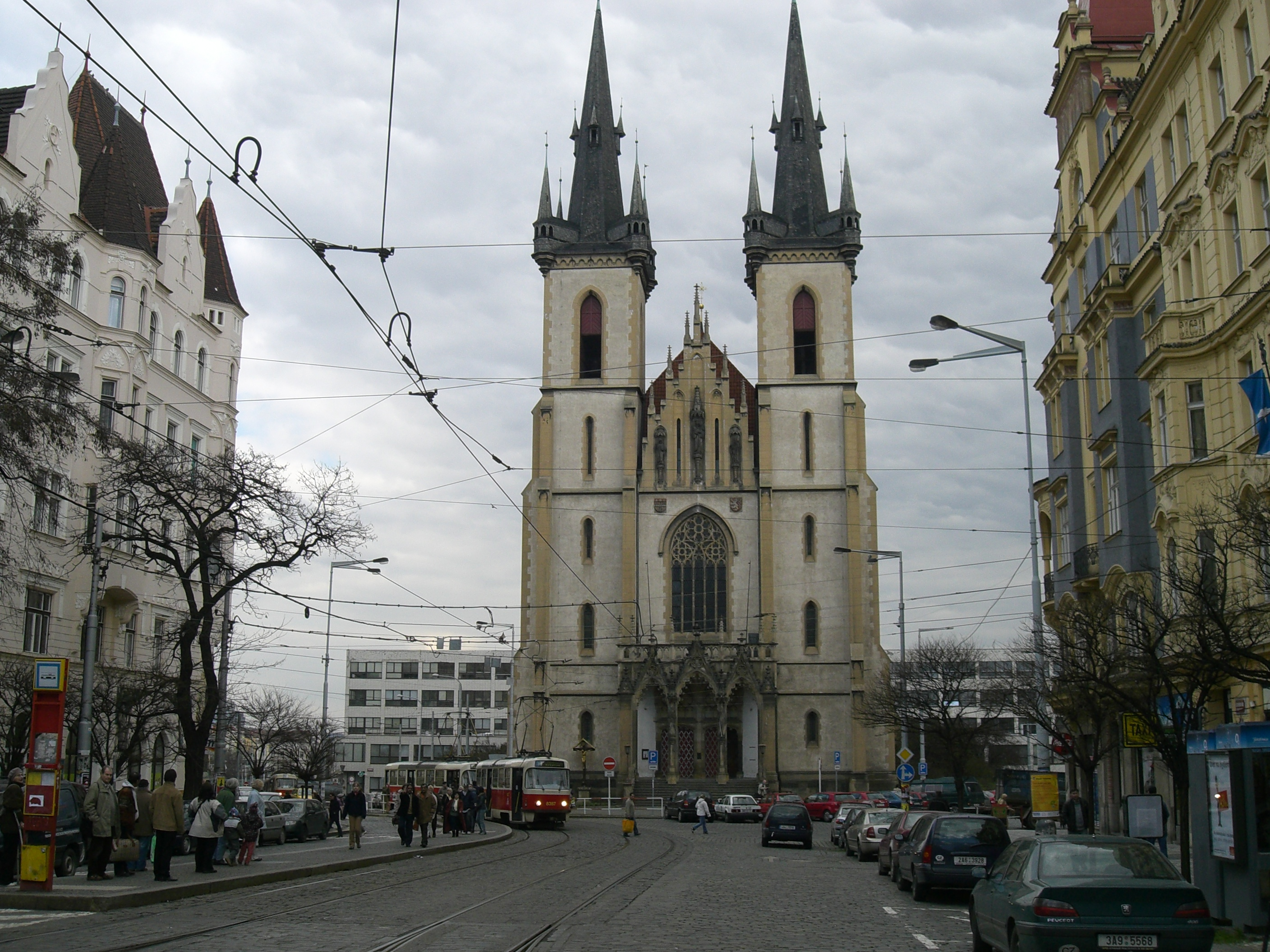
控制广场的圣安多尼教堂

斯特罗斯马耶广场（Strossmayerovo náměstí）是捷克首都布拉格第七区（Holešovicích）的一个广场。

## 名称
这个广场在1908年-1925年名为“Bubenské 广场”，俗称为“教堂前”。1925年以克罗地亚主教约瑟·尤拉伊普里·斯特罗斯马耶命名。1961年-1968年曾以共产党政治家瓦茨拉夫·科佩基命名为科佩基广场（Kopeckého náměstí）。

## 交通
虽然这个广场的面积非常小，但是在交通而言非常重要，有两条电车线路在此交汇，并接连许多线路。开始时， 21世纪初曾打算建立行人专用区，但计划已经失败。

## 建筑
- 圣安多尼教堂 (布拉格)（kostel sv. Antonína z Padovy），主保圣人是帕多瓦的圣安多尼，建于1908年-1911年
- Bubenská reálky 礼拜堂，现为小学